# Тихомиров Владислав Борисович
Тихомиров Владислав Борисович (6 серпня 1930 — 31 грудня 1999) — радянський і російський політолог, один з керівників «Інституту тренінгу і досліджень» при ООН, доктор технічних наук, професор.

## Біографія
Владислав Тихомиров починав свою наукову діяльність як фізик-ядерник. За деякими даними, отримав смертельну дозу радіації, але вижив, і після важкої форми опромінення змушений був піти з ядерної промисловості.
Потім Владислав Борисович написав ряд книг планування та аналізу наукових експериментів, ставши визнаним авторитетом у цій області, після чого перейшов в область системних досліджень в політичній сфері.
З 1975 по 1978 рік він був першим завідувачем кафедри математичних методів та інформаційних технологій МДІМВ, яка як самостійне утворення почала функціонувати з кінця 1975 року (до цього існував цикл математичних дисциплін на кафедрі бухгалтерського обліку і статистики).
З 1976 року Тихомиров був керівником Проблемної лабораторії МДІМВ МЗС Росії.
«Становлення прикладної теорії в МДІМВ в 1970-х роках було пов'язано насамперед з ім'ям і діяльністю Владислава Борисовича Тихомирова. Це була людина з великими зв'язками і дуже енергійна. Причому, перше тоді було важливіше. Передавали, що у нього був вихід на коло особистих друзів Л. І. Брежнєва. Тихомиров починав кар'єру в системі військово-промислового комплексу (ВПК), а Брежнєв мав в цих колах багато друзів.
Прийшовши в МДІМВ 1975 року, Тихомиров домігся створення Проблемної науково-дослідної лабораторії системного аналізу міжнародних відносин (ПНІЛСАМО). Він ставив перед собою не тільки наукові завдання, а й цілком конкретні цілі кар'єрного характеру. Людина була талановитий, і йому вдалося розробити оригінальну експертну методику, на основі якої він разом з Анатолієм Андрійовичем Злобіним і мною виконав кілька новаторських робіт. Ці дослідження носили дійсно прогностичний характер, завдяки чому вони відразу отримали підтримку з боку МЗС і КДБ.
На жаль, Тихомиров пропрацював в МДІМВ недовго. 1976 року він отримав шукане — призначення в ООН, поїхав у тривале відрядження за кордон, після якої в МДІМВ вже не повернувся» — Хрустальов М. А. (Журнал теорії міжнародних відносин і світової політики).
За деякими відомостями[якими?], під його керівництвом розпочали свою наукову кар'єру Анатолій Громико («Громико-молодший») і Олексій Підберезкин.

Згодом Владислав був направлений в Америку. Пізніше він зазначав:
| Ліві лапки | Першими мій досвід політичного аналізу оцінили американці: вони неодноразово сприяли продовженню мого контракту в ООН, вважаючи, що для них вигідніше утримувати мене за кордоном, ніж дати можливість передавати накопичені знання і досвід батьківщині | Праві лапки |

Тихомиров був провідним співробітником і одним з керівників Навчального і науково-дослідного інституту ООН в Женеві.. Був членом Правління «Російської асоціації колишніх службовців міжнародних організацій».
Після повернення з Америки Тихомиров перейшов у Вищу партійну школу КПРС, а після 1991 р. — в «Горбачов-Фонд» директором Центру громадських знань.
В останні роки життя Владислав працював професором МДУ ім. М. В. Ломоносова.

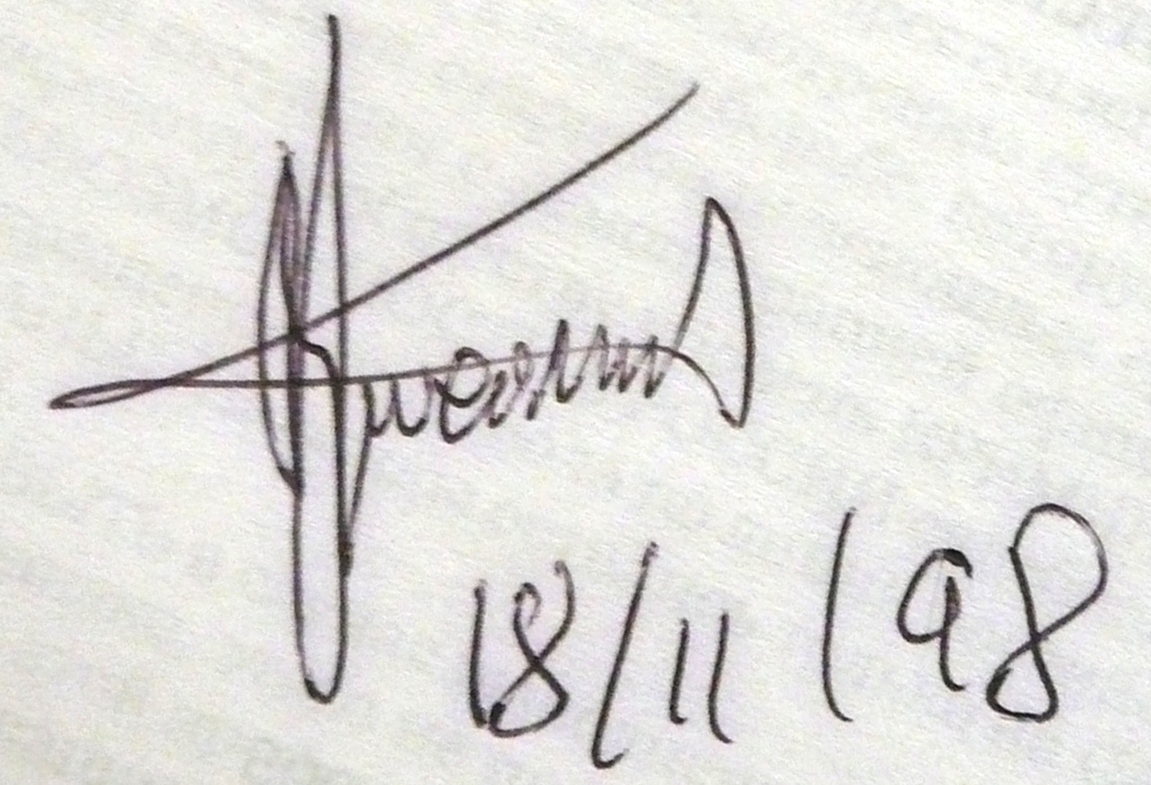
Автограф В. Б. Тихомирова (1998)

Дочка В. Б. Тихомирова — Ірина Владиславівна Тихомирова — також стала політологом: 1992 року вона успішно захистила в Москві дисертацію на здобуття наукового ступеня кандидата політологічних наук на тему «Політичний ризик і управління соціально-політичними процесами».

## Дослідження в галузі політології
В. Б. Тихомиров був автором оригінальних аналітичних моделей, які отримали назву: інформаційно-прогнозна технологія «РИЗИК-1», «колеса Тихомирова» (модель «вісім коліс»), «решітка Тихомирова» («політична решітка» або «матриця політичних сил»), і інших.
Працював політичним консультантом ряду виборчих кампаній в Російській Федерації та Україні.

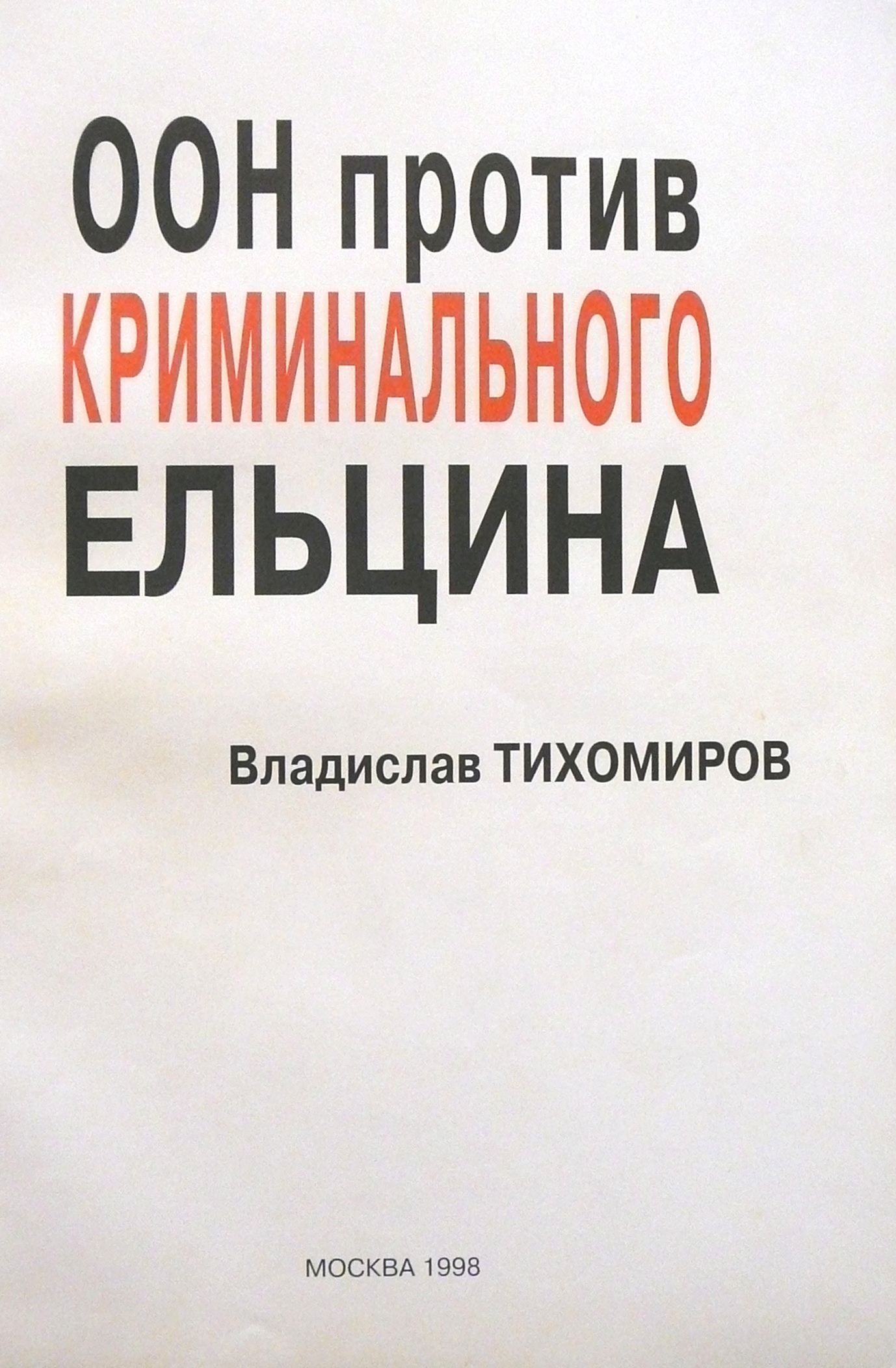
Обкладинка книги В. Б. Тихомирова «ООН проти кримінального Єльцина» (1998 рік)

### Інформаційно-прогнозна технологія «РИЗИК-1»
Під керівництвом В. Б. Тихомирова була створена інформаційно-прогнозна технологія «РИЗИК-1».
У технології «РИЗИК-1» обробка інформації на 57 % проводилася машинами. Її застосування дозволяло досить оперативно вирішувати питання, пов'язані з моделюванням складній політичній ситуації: зокрема, щодо точно прогнозувати результати голосувань на партійних з'їздах (наприклад, на XXVIII з'їзді КПРС) і при аналізі ситуації у Литві, Молдові та Україні. Ці технології дозволяли по невеликих вибірках прогнозувати поведінку делегатів і заздалегідь прораховувати ходи тим, хто володів інформацією. Найбільш помітною подією, де згадані принципи проводилися з найбільшим розмахом, був XXVIII з'їзд КПРС.

### «Колеса Тихомирова»
В. Б. Тихомиров запропонував кілька прикладних технологій аналізу поточної ситуації, що надають досліднику можливості пошуку оптимальних рішень.
В кінці 1980-х років він розробив модель, що отримала назву «колеса Тихомирова», на основі якої була реалізована технологія побудови прогнозу розвитку політичної ситуації. В. Б. Тихомиров вважав, що теоретична політологія повинна бути тісно пов'язана з практикою, тому розробляв прикладні методи і технології аналізу та впливу на досліджувану ситуацію, спираючись на які, особа, яка приймає рішення, могла б оцінювати можливі наслідки.

### «Решітка Тихомирова»
Дана методика, викладена професором В. Б. Тихомировим на курсах ІППК при МДУ ім. М. В. Ломоносова, що називалася «решітка Тихомирова» або «політична решітка», ґрунтується на чітко визначеному відношенні, учасників політичних подій до конкретних форм економічного і політичного устрою суспільства. Залежно від цього відношення політичні сили займають своє певне місце в матриці на перетині їх позицій в економічній і політичній сферах.

## Процес «Владислав Борисович Тихомиров та Марія Тихомирова проти Російської Федерації»
1992 року В. Б. Тихомиров подав позов до органів влади Російської Федерації, вимагаючи відшкодування належної йому за пенсійною програмою ООН винагороди.
7 липня 1997 року В. Б. Тихомиров подав скаргу в Європейську Комісію з прав людини, яка була зареєстрована 28 серпня 1998 року. В результаті скарга була передана Європейському Суду з прав людини.
1998 року у Словенії тиражем 300 примірників була видана книга В. Б. Тихомирова «ООН проти кримінального Єльцина».
В анотації до неї говорилося:
| Ліві лапки | Дана публікація є робочим матеріалом, підготовленим для МІЖНАРОДНОГО СУДУ та до дискусії в 5-му КОМІТЕТІ Генеральної Асамблеї ООН (на 52 сесії - 1998 г.) щодо доповіді Об'єднаного ПЕНСІЙНОГО ФОНДУ ПЕРСОНАЛУ ООН (щодо частини, що стосується багаторічних відмови правителів РОСІЇ від виконання своїх зобов'язань за міжнародною угодою з цим Фондом ООН та ШАХРАЙСТВА кремлівського уряду ПРОТИ Організації Об'єднаних Націй). Тут систематизовані матеріали (раніше опубліковані по лінії ЗМІ і в ряді книг), що свідчать про кримінальність Єльцина і уряду РОСІЇ - члена ООН, а також документи з судових справ, при розгляді яких суди та прокуратура в РОСІЇ відмовилися поважати (на догоду злочинцям з уряду РФ ) загальноприйняті права людини і дотримуватися норм міжнародного права, визнали законним умисний ОБМАН ООН кремлівськими правителями. | Праві лапки |

24 серпня 1999 року Басманний міжмуніципальний суд Центрального адміністративного округу міста Москви виніс рішення на його користь, наказавши Міністерству фінансів РФ виплатити В. Б. Тихомирову 74632 долара США в рахунок неодержаних пенсійних виплат ООН. 26 жовтня 1999 року Московський міський суд відхилив касаційну скаргу фінансових органів на рішення суду першої інстанції.
16 січня 2001 року влади Російської Федерації представили свій меморандум щодо прийнятності та суті справи, в якому повідомлялося, що рішення Басманного міжмуніципальної суду Центрального адміністративного округу міста Москви від 24 серпня 1999 року було виконано в жовтні 2000 року, і другий заявник отримав суму 2069543 рубля 36 копійок, еквівалентну на той момент 74632 доларам США.
На своєму засіданні 21 березня 2002 року третя секція Європейського суду з прав людини одноголосно вирішила виключити скаргу зі списку розглянутих справ.

## Обставини смерті В.Б.Тихомирова
Непримиренна опозиція, в якій В. Б. Тихомиров в останні роки свого життя перебував до російської влади і особисто до Б. М. Єльцина, породило стійке припущення про насильницький характер його смерті. Згідно з найпоширенішою версією, він помер через кілька днів після навмисної «медичної помилки».
Так, наприклад, П. М. Хом'яков у повторно опублікованій в Інтернеті книзі В. Б. Тихомирова «ООН проти кримінального Єльцина» писав:
| Ліві лапки | Кінець цього геніального вченого був трагічним. Він буквально «на кінчику пера» вирахував і описав всі кримінальні структури, які були створені режимом Єльцина. Всю структуру каналів розкрадання країни і вузлові фігури цього процесу. У книзі «ООН проти кримінального Єльцина» фігурували і люди відомі типу самого Єльцина, Лужкова і т.д. І люди зовсім не публічні. Видана в Словенії тиражем 300 примірників, ця книга потрапила в Росію окружними шляхами. І скуповувалася адміністрацією Єльцина по 500 доларів за екземпляр. Більшу частину тиражу скупили. Але дещо і залишилося. А потім Владислав Борисович, як ветеран атомної промисловості і людина заслужена, ліг на періодичне обстеження. І потрапив на операційний стіл, де йому «помилково» замість хворої легені видалили здорову. Через три дні він помер. | Праві лапки |

## Роботи і статті В.Б.Тихомирова
- Тихомиров В. Б. Математичні методи планування експерименту при вивченні нетканих матеріалів. — Москва: «Легка індустрія», 1968. — 158 с.
- Тихомиров В. Б. Планування і аналіз експерименту (при проведенні досліджень в легкій і текстильній промисловості). — Москва: «Легка індустрія», 1974. — 262 с.
- Тихомиров В. Б., Тихомирова В. В. Політична обстановка в країні і навколо неї. — Москва, 1992.
- Тихомиров В. Б. ООН проти кримінального ЄЛЬЦИНА. — Москва: ТСИС, 1998. — 198 (2) с.